# 归尔甫派宫

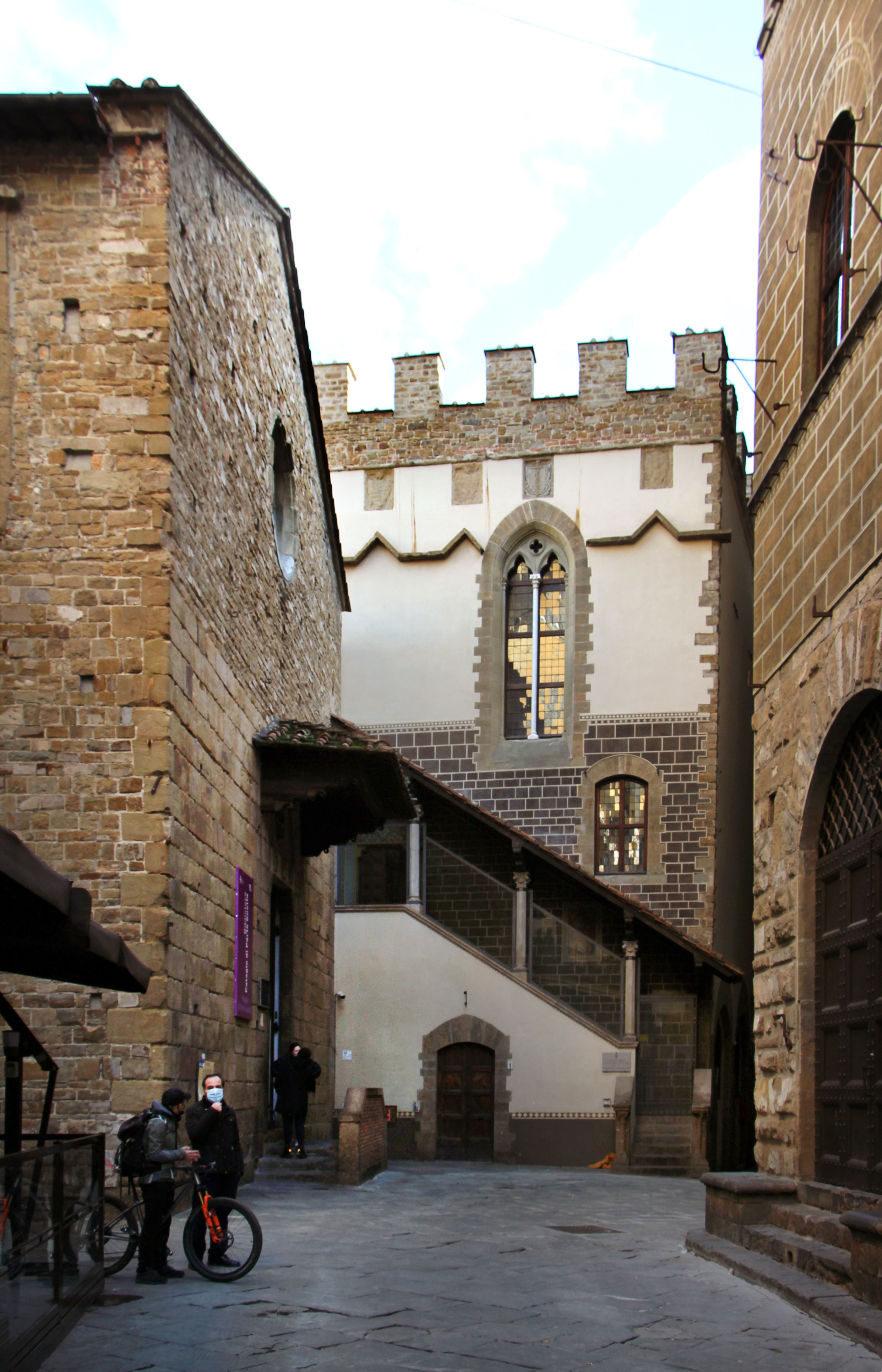
归尔甫派宫

归尔甫派宫（Palazzo di Parte Guelfa）是意大利中部佛罗伦萨的一座历史建筑。在中世纪，此处曾是该市归尔甫派 (Parte Guelfa)的总部。

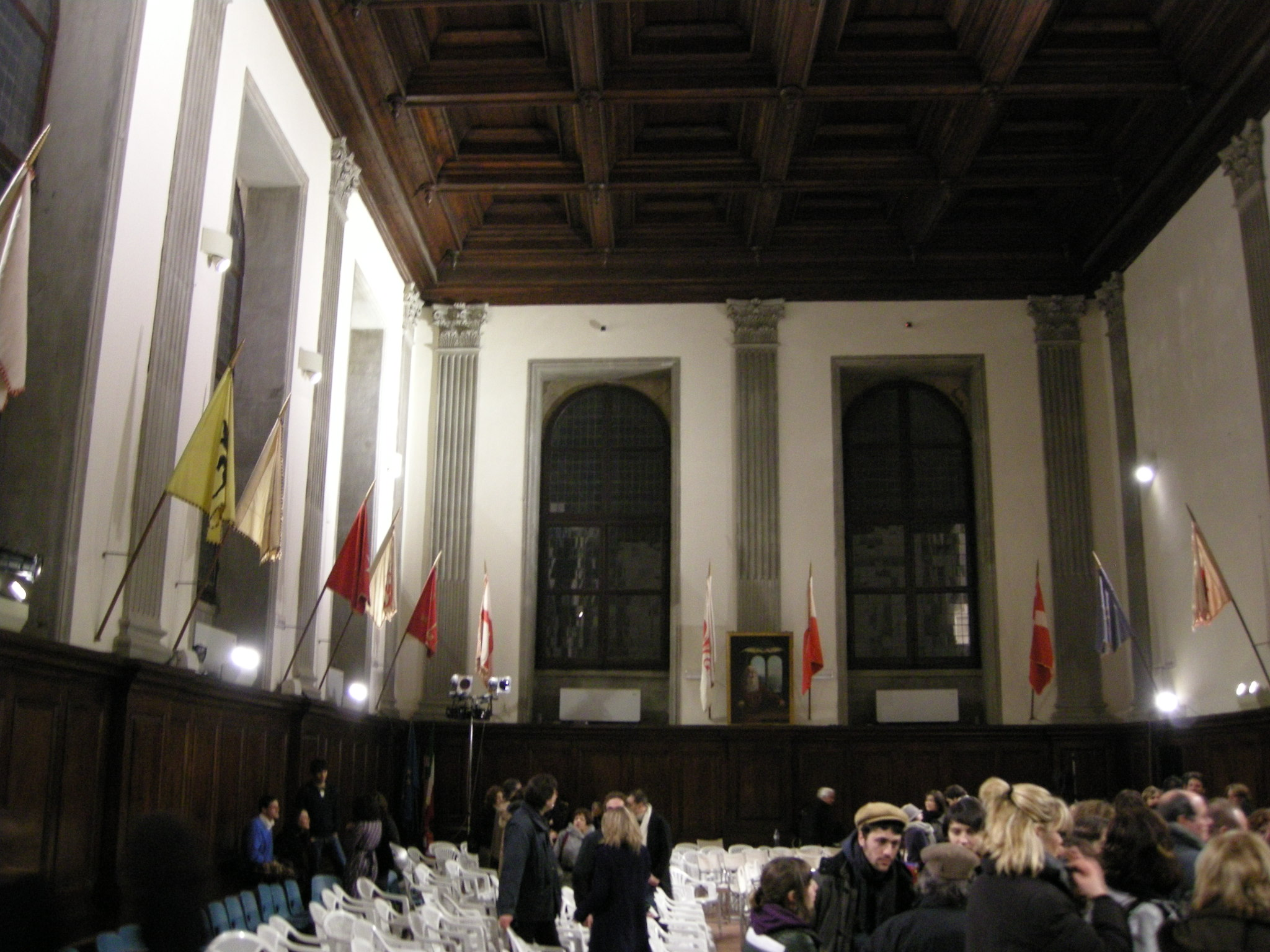
布鲁内莱斯基大厅

该建筑建于15世纪。菲利波·布鲁内莱斯基设计了底层大厅。